# Diocese de Marília
A Diocese de Marília (em latim: Dioecesis Mariliensens) é uma circunscrição eclesiástica da Igreja Católica no Brasil, pertencente à Província Eclesiástica de Botucatu e ao Conselho Episcopal Regional Sul I da Conferência Nacional dos Bispos do Brasil. É sufragânea da Arquidiocese de Botucatu, no estado de São Paulo. Sua sede é o município de Marília.

## História
A Diocese de Marília foi criada pelo Papa Pio XII, por meio da Bula Apostólica Ad Episcoporum munus, em 16 de fevereiro de 1952, sendo totalmente desmembrada da Diocese de Lins (antiga Diocese de Cafelândia) e teve como primeiro Administrador Apostólico Dom Henrique Gelain (12 de outubro de 1952 - 21 de março de 1954), onde decretou a fundação de cinco novas paróquias à diocese.
A delimitação territorial da diocese foi feita utilizando os acidentes geográficos naturais da região, ficando compreendida entre: o Rio Aguapeí, ao norte; o Rio do Peixe, ao sul e o Rio Paraná, ao oeste. Seu comprimento se estende desde o território do município de Garça até o município de Panorama.

## Divisão territorial
A Diocese de Marília compreende 37 municípios e 65 paróquias, divididas em três Regiões Pastorais, coordenadas por Vigários Episcopais.
Região Pastoral I
Marília (sede), Álvaro de Carvalho, Avencas (distrito de Marília), Garça, Oriente, Paulópolis (distrito de Pompéia), Pompéia, Quintana, Vera Cruz.
Região Pastoral II
Tupã (sede), Adamantina, Arco-Íris, Bastos, Herculândia, Iacri, Inúbia Paulista, Lucélia, Mariápolis, Osvaldo Cruz, Parapuã, Pracinha, Queiroz, Rinópolis, Sagres, Salmourão.
Região Pastoral III
Dracena (sede), Flora Rica, Flórida Paulista, Irapuru, Junqueirópolis, Monte Castelo, Nova Guataporanga, Ouro Verde, Pacaembu, Panorama, Paulicéia, Santa Mercedes, São João do Pau d'Alho, Tupi Paulista.

## Bispos
Dom Hugo Bressane de Araújo (21 de março de 1954 - 23 de abril de 1975)
Assumiu a diocese como Administrador Apostólico em 21 de março de 1954, sendo empossado como Bispo Diocesano em 07 de outubro do mesmo ano. Durante seu governo pastoral por 21 anos, decretou a fundação de 27 novas paróquias, além de implantar o Seminário Propedêutico São Pio X, definir o "Príncipe dos Apóstolos" São Pedro como padroeiro diocesano e convidar diversas congregações religiosas missionárias estrangeiras para a evangelização na diocese. Renunciou ao cargo, por motivo de idade, em 23 de abril de 1975, tornando-se bispo emérito. Faleceu em 09 de junho de 1988, aos 90 anos e está sepultado na cripta da Catedral de Marília.
Dom Frei Daniel Tomasella, OFM Cap (23 de abril de 1975 - 09 de dezembro de 1992)
Assumiu a diocese como Bispo Auxiliar em 20 de dezembro de 1969 e posteriormente como Bispo Coadjutor em 1975, sendo empossado como Bispo Diocesano em 23 de abril de 1975. Durante seu governo pastoral por 17 anos, decretou a fundação de seis novas paróquias, além de dividir o território diocesano em três regiões pastorais (Marília, Tupã e Dracena), celebrar o Jubileu de Prata (25 anos) da diocese e cuidar da atualização teológica para formação permanente de padres e agentes. Renunciou ao cargo, por motivo de saúde, em 09 de dezembro de 1992, tornando-se bispo emérito. Faleceu em 20 de setembro de 2003, aos 80 anos e está sepultado na cripta da Catedral de Marília.
Dom Osvaldo Giuntini (09 de dezembro de 1992 - 08 de maio de 2013)
Assumiu a diocese como Bispo Auxiliar em 19 de setembro de 1982 e posteriormente como Bispo Coadjutor em 30 de abril de 1987, sendo empossado como Bispo Diocesano em 09 de dezembro de 1992. Durante seu governo pastoral por 21 anos, decretou a fundação de cinco novas paróquias, além de inaugurar a nova Cúria Diocesana, celebrar o Jubileu de Ouro (50 anos) da diocese, implantar a Faculdade São João Paulo II (Fajopa) e fazer a Revisão Ampla Pastoral para ação evangelizadora das comunidades e movimentos. Renunciou ao cargo, por motivo de idade, em 08 de maio de 2013, tornando-se atual bispo emérito. 
Dom Luiz Antônio Cipolini (04 de agosto de 2013 - dias atuais)
Assumiu a diocese empossado como Bispo Diocesano em 04 de agosto de 2013. Durante seu governo pastoral até os dias atuais, decretou a fundação de cinco novas paróquias, além de lançar o primeiro Plano Diocesano de Pastoral, inaugurar a Casa Pastoral Diocesana, implantar a Escola Diaconal São Lourenço, instituir a Ordem das Virgens (OV), celebrar o Ano Santo da Misericórdia e o Congresso Mariano, propor a criação do brasão da diocese e convocar o Ano Vocacional Diocesano.
| #               | Nome                           | Período    | Notas                     |        |
| Bispos          | Bispos                         | Bispos     | Bispos                    | Bispos |
| --------------- | ------------------------------ | ---------- | ------------------------- | ------ |
| 4º              | Luiz Antônio Cipolini          | 2013–atual |                           |        |
| 3º              | Osvaldo Giuntini               | 1992–2013  | Bispo emérito             |        |
| 2º              | Daniel Tomasella, O.F.M.Cap. † | 1975–1992  |                           |        |
| 1º              | Hugo Bressane de Araújo †      | 1954–1975  |                           |        |
| Bispo-coadjutor |                                |            |                           |        |
|                 | Osvaldo Giuntini               | 1987–1992  |                           |        |
|                 | Daniel Tomasella, O.F.M.Cap. † | 1975–      |                           |        |
| Bispo-auxiliar  |                                |            |                           |        |
|                 | Osvaldo Giuntini               | 1982–1987  | Elevado a Bispo-coadjutor |        |
|                 | Daniel Tomasella, O.F.M.Cap. † | 1969–1975  | Elevado a Bispo coadjutor |        |